# Bashar al-Assad
Bashar Hafez al-Assad (Damasco, 11 de setembro de 1965) é um político sírio que foi presidente da Síria e secretário-geral do Partido Baath de 2000 a 2024, quando foi derrubado do poder pela oposição síria após uma guerra civil de quase quatorze anos. Ele ascendeu à presidência após a morte de seu pai, Hafez al-Assad, que governou a Síria por vinte e nove anos. Seu regime foi marcado por constantes abusos de direitos humanos, com seu governo sendo caracterizado como uma ditadura personalista sob um estado policial totalitário.
Al-Assad formou-se na Faculdade de Medicina da Universidade de Damasco em 1988, e começou a exercer a profissão no exército. Quatro anos mais tarde, ele participou de estudos de pós-graduação do Hospital Ocidental Eye, em Londres, especializando-se em oftalmologia. Em 1994, depois de seu irmão mais velho, Bassel al-Assad, ser morto em um acidente de carro, Bashar foi chamado para a Síria para assumir o seu papel como herdeiro aparente. Ele entrou na academia militar, assumiu o comando da ocupação da Síria no Líbano em 1998. Em dezembro de 2000, Assad se casou com Asma al-Assad, nascida Akhras. Al-Assad foi reconfirmado pelo eleitorado nacional como o presidente da Síria em 2000 e 2007, após o Conselho Popular da Síria ter votado para propor o titular de cada vez.
Inicialmente visto pela comunidade nacional e internacional como um potencial reformador, essas expectativas cessaram após seu governo reprimir violentamente, entre 2001 e 2002, as manifestações conhecidas como "Primavera de Damasco", onde opositores do regime Assad exigiram transparência e democracia. Uma década depois, ele novamente ordenou uma repressão em massa e cercos militares contra manifestantes pró-oposição em meio a uma violenta guerra civil, no contexto da Primavera Árabe. Posteriormente, a renúncia de al-Assad da presidência foi pedida por grande parte da oposição doméstica sunita do país, pelos Estados Unidos, pelo Canadá, pela União Europeia e pelos Estados membros da Liga Árabe. O conflito se arrastou por quase quatorze anos, causando mais de 580 000 mortes, a maioria civis. As forças leais a Assad foram acusadas incontáveis vezes de crimes de guerra.
Assad pertence à seita minoritária alauita e seu governo era descrito como secular. Ele foi tachado como ditador por seus oponentes e seu regime recebeu condenação internacional de líderes mundiais, ativistas e jornalistas devido a acusações de violações de direitos humanos. Em junho de 2014, chegou a ser incluído em uma lista, entregue à Corte Penal Internacional, de funcionários de governos e rebeldes acusados de crimes de guerra. Assad sempre rejeitou as acusações de ter perpetrado crimes contra a humanidade e criticou a intervenção militar estrangeira, liderada nos Estados Unidos, em seu país como uma tentativa de "mudança de regime".
Em novembro de 2024, após quase quatro anos de calmaria na guerra civil, uma coalizão de grupos rebeldes da oposição síria lançaram várias ofensivas pela Síria e assumiram o controle de muitas cidades importantes. Em 7 de dezembro de 2024, foi amplamente divulgado que o regime de Assad havia entrado em colapso e que Assad fugiu do país quando os rebeldes tomaram Damasco durante sua rápida campanha pela Síria. Assad partiu para o exílio na Rússia após sua derrocada.

## Biografia
Nascido em Damasco, Bashar al-Assad veio de uma família muito envolvida com política, sendo seu pai, Hafez al-Assad, o próprio Presidente da Síria. Assim como seus irmãos, ele não via seu pai com muita frequência e afeto não era algo demonstrado dentro da família. Ele foi descrito como uma pessoa tímida e de voz mansa, com sua irmã Bushra o acusando de não ter pulso firme.
Assad recebeu sua educação primária e secundária na Escola Árabe-Francesa de al-Hurriya, em Damasco. Depois estudou oftalmologia em sua cidade natal e em seguida foi para Londres concluir os estudos. Inicialmente tinha poucas aspirações políticas e seu pai educara seu irmão mais velho, Basil al-Assad, para ser o futuro presidente. Porém a morte deste em um acidente de automóvel mudou a situação e Bashar converteu-se no herdeiro político de seu pai, que viria a falecer em 10 de junho de 2000. Bashar al-Assad tornou-se então General do Estado Maior e Chefe Supremo das Forças Armadas Sírias. Nomeado candidato único pelo Partido Árabe Socialista Baath (único partido do regime) para a Presidência da República, foi eleito mediante referendo em 10 de julho de 2000, tomando posse em 17 de julho, um mês após o falecimento de seu pai. Em dezembro de 2000 casou-se com Asma al-Assad.

## Presidente da Síria

Assad em 2004

Bashar al-Assad foi inicialmente tachado como um "reformista" quando assumiu a presidência da Síria no ano 2000. Ele, contudo, perpetuou o sistema político deixado por seu pai Hafez al-Assad, concentrando em si toda a autoridade política, silenciando a oposição e colocando apoiadores e familiares em posições de poder dentro do governo.

### Período pré-guerra civil: 2000–2011
O começo de seu mandato foi marcado por uma esperança de mudanças democráticas, que foi frustrada com a continuidade das políticas de seu antecessor. Ante à ameaça da ideia de guerra preventiva levada a cabo pelo governo dos Estados Unidos a partir de 2001, a instabilidade no Líbano, na qual a Síria mantinha uma forte presença militar, e as constantes tensões com seu vizinho Israel, Bashar al-Assad procurou manter um discurso reformista que poderia satisfazer os anseios da União Europeia e dos Estados Unidos, mas que na prática não produziu nenhuma concessão ao movimento de oposição do país. A forte pressão internacional sobre Bashar al-Assad após a morte do ex-primeiro-ministro libanês Rafik Hariri, cuja autoria foi atribuída aos serviços de inteligência sírios, fez com que as tropas mantidas no Líbano fossem retiradas em 2005.
Bashar al-Assad foi reeleito em um referendo convocado no dia 27 de maio de 2007 onde conseguiu 97% de aprovação, mas ele concorreu sozinho. No dia 25 de junho de 2010, iniciou uma série de viagens pela América Latina, visitando Cuba, Venezuela, Brasil e Argentina.
Logo após assumir o cargo, Bashar al-Assad enfrentou o movimento de reforma conhecido como "Primavera de Damasco", liderado por escritores, intelectuais e dissidentes, que trouxe mudanças como o fechamento da prisão de Mezzeh e a anistia de centenas de prisioneiros políticos. No entanto, em menos de um ano, repressões severas transformaram o movimento em um "Inverno de Damasco", com prisões, exílios e censura aumentando. As concessões iniciais foram revertidas para reforçar o controle autoritário, enquanto o regime introduziu uma economia de "mercado social", que acabou beneficiando apenas os aliados de Assad, sendo vista como símbolo de corrupção. Durante esse período, Assad também se posicionou criticamente em relação à invasão do Afeganistão pelos Estados Unidos e elogiou grupos militantes palestinos, embora, em privado, tenha mostrado posições mais conciliatórias. Paralelamente, a Síria cooperou com a CIA no combate à Al-Qaeda, participando de programas de rendição extraordinária que envolveram tortura em prisões sírias, ações que se tornaram amplamente criticadas posteriormente.

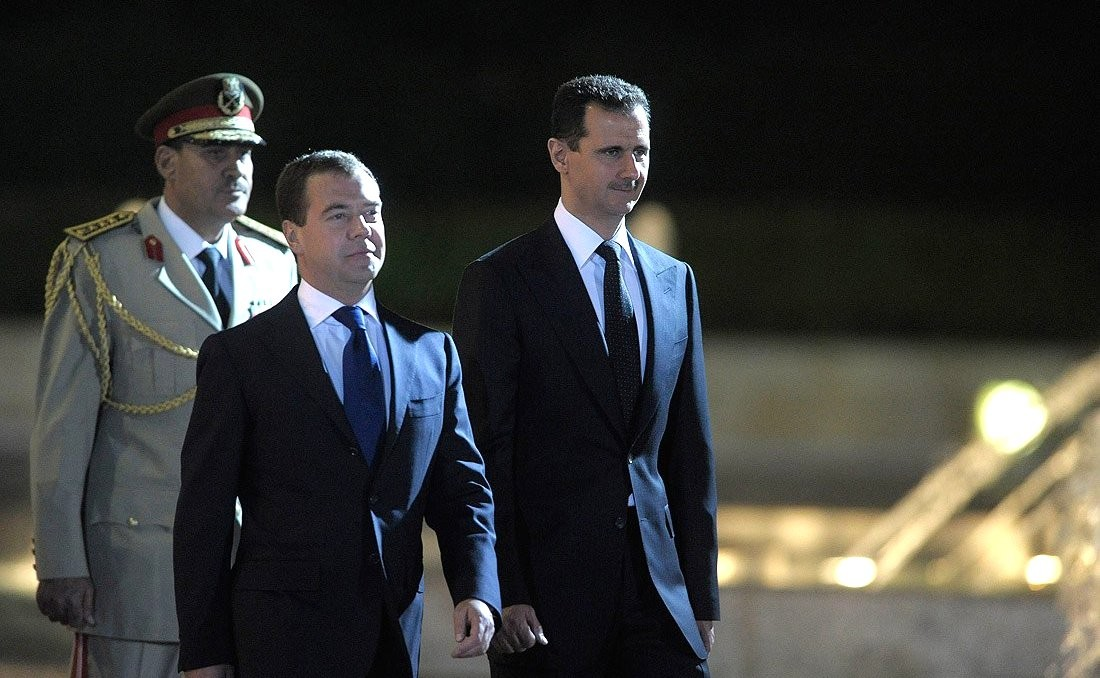
Assad se encontrando com o então presidente russo Dmitry Medvedev, em maio de 2010.

Em 2011, frente a vários protestos no mundo árabe por reformas democráticas, o governo de al-Assad prometeu abrir mais a política do país para o povo. Porém frente a lentidão dessas mudanças, ou o não cumprimento da promessa, opositores ao seu regime começaram uma série de protestos pedindo a derrubada do Presidente, que respondeu aos manifestantes com o envio de tropas do Exército para áreas em protesto. A violência da repressão do governo fez com que vários países pelo mundo, como os Estados Unidos, Canadá e União Europeia adotassem sanções contra a Síria. Com as manifestações se transformando em revolta armada contra o seu governo, seus exércitos foram acusados, repetidas vezes, de crimes contra a humanidade, e a comunidade internacional e a oposição interna do seu país começaram a pedir a sua renúncia imediata da presidência, mas ele se recusou e afirmou que continuaria na luta para se manter no poder. Por diversas vezes, Assad afirmou que seu país era vitima de uma "conspiração estrangeira", envolvendo terrorismo, com o objetivo de desestabilizar a Síria.
Em 2014, mesmo em meio a uma brutal guerra civil, com 191 mil mortos entre março de 2011 e abril de 2014, com quase metade da nação deslocada de suas casas e um-terço do país nas mãos da oposição, o governo Assad levou a cabo as eleições gerais para presidente. Em quase 50 anos, foi a primeira vez que houve mais de um candidato a presidência, embora não ameaçassem a reeleição de al-Assad. Com 88,7% dos votos, o líder sírio foi declarado vitorioso da eleição, cujo resultado foi considerado duvidoso por grupos opositores anti-Assad e criticada por observadores internacionais do Ocidente.

### Guerra Civil

Um posto de controle do exército sírio em Damasco com uma foto de Assad.

A guerra civil na Síria começou em 2011 como parte dos protestos no contexto da Primavera Árabe, com cidadãos exigindo reformas políticas e o fim do regime autoritário da Família Assad. Protestos pacíficos iniciais foram reprimidos com violência, levando ao surgimento de grupos de oposição armados, incluindo o Exército Livre da Síria. Com o tempo, o conflito se transformou em uma guerra civil complexa envolvendo várias facções, incluindo grupos islamistas e atores estrangeiros. O regime de Assad foi acusado de graves violações de direitos humanos, como o uso de armas químicas, o que gerou condenação internacional e respostas militares de países como os Estados Unidos e seus aliados.
O governo de Assad recebeu apoio crucial de aliados como a Rússia e o Irã. A intervenção militar russa em 2015 marcou um ponto de virada no conflito, ajudando Assad a recuperar territórios significativos por meio de ataques aéreos intensos e operações terrestres. O Irã contribuiu com ajuda financeira e milícias, fortalecendo ainda mais a posição de Assad. Essas intervenções foram fundamentais para a preservação do regime de Assad durante a década de 2010, apesar de forças de oposição controlarem grandes partes do país durante o auge da guerra, especialmente no norte e no leste, enquanto Assad controlava os principais centros urbanos.
A guerra causou uma grave crise humanitária, com mais de quatorze milhões de sírios (mais da metade da população em 2011) deslocados de suas casas e mais de 500 mil mortos. O governo de Assad enfrentou acusações de crimes de guerra, incluindo ataques direcionados a civis, tortura e limpeza étnica. Organizações humanitárias destacaram o impacto devastador sobre os civis, agravado por sanções econômicas externas e destruição de infraestrutura interna. Apesar das atrocidades, a partir de 2013, o governo de Assad recuperou gradualmente os territórios, especialmente após derrotar o Estado Islâmico na Síria (muito disso graças a Rússia).

O nexo entre o partido militar e o partido Baath construído por Hafez al-Assad durante a década de 1970 foi a espinha dorsal da ditadura de Bashar (no centro da foto).

No começo de 2024, o conflito havia diminuído de intensidade, com Assad consolidando o controle sobre a maior parte do país, embora desafios permanecessem em áreas controladas por grupos curdos e remanescentes rebeldes. A guerra deixou a Síria economicamente devastada e profundamente fragmentada. A sobrevivência de Assad é atribuída ao apoio constante de aliados seus aliados russos e iranianos e a uma abordagem estratégica para suprimir dissidências. Contudo, o conflito na Ucrânia e no Líbano acabou monopolizando a atenção de Moscou e Teerã, respectivamente, o que prejudicou o envio de armas, dinheiro e suprimentos para o regime sírio. Junto com a retração econômica, Assad teve que cortar gastos e enfraqueceu as forças armadas, ao mesmo tempo que recusava pressões de países árabes para negociar com a oposição.

### Queda do regime
Ao final de novembro de 2024, as forças da oposição síria lançaram-se novamente em ofensivas por todo o país, tomando diversas cidades importantes nas províncias de Alepo, Idlib, Hama, Homs, Sueida e na Zona Rural de Damasco. A luta levou a um deslocamento generalizado, com quase 50 mil pessoas fugindo da área e mais de 600 vítimas relatadas, incluindo 104 civis. Enquanto isso, as forças do governo estavam entrando em colapso em todos os lugares. Em 7 de dezembro de 2024, Assad fugiu da capital Damasco rumo a Moscou, impulsionando o rápido colapso do seu regime. Assad partiu de avião ainda em 8 de dezembro e chegou em Moscou poucas horas depois, com o governo russo afirmando que deu asilo a ele e sua família por "razões humanitárias".

### Economia
De acordo com a ABC News, como resultado da guerra civil, "as regiões da Síria controladas pelo governo estavam truncadas em tamanho, devastadas e empobrecidas". As sanções econômicas impostas por Estados Unidos e Europa antes e durante a guerra ajudaram ainda mais a desintegrar a economia nacional. A pouca indústria que ainda existe no país era estritamente controlada pelo governo, com as políticas de liberalização da economia sendo revertidas por causa do conflito. Um estudo da London School of Economics afirmou que, como resultado da guerra civil, uma "economia de guerra" se desenvolveu na Síria. A economia e infraestrutura do país está em ruínas, com o desemprego sendo superior a 50% em áreas já pacificadas pelo regime Assad e 85% da população vivendo na linha da pobreza. Ainda assim, segundo um estudo, a economia de guerra permitiu que, do caos e da violência, alguns negócios começassem a prosperar.

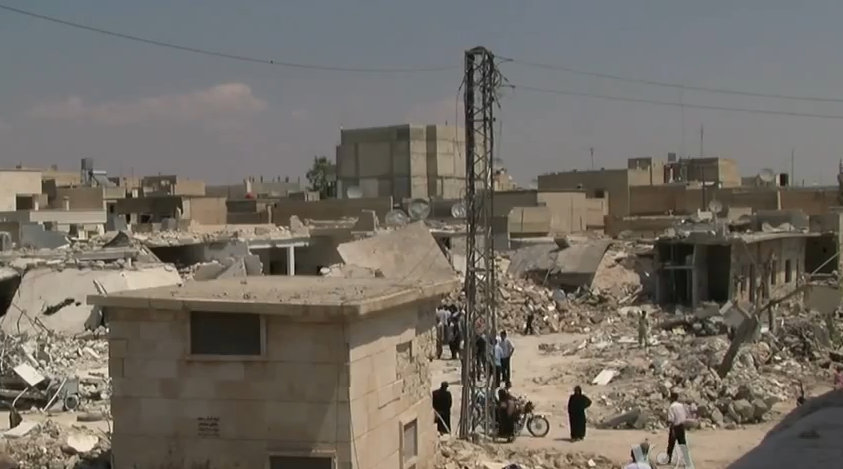
Destruição na cidade de Azaz. Devido aos combates da guerra civil, muitas cidades da Síria ficaram em ruínas, enfraquecendo consideravelmente a economia do país

Uma comissão das Nações Unidas reportou que cerca de dois-terços da população síria estaria vivendo em "pobreza extrema". O desemprego e a inflação estavam absurdamente altos. Em outubro de 2014, um shopping center de US$ 50 milhões de dólares foi aberto em Tartus que provocou críticas dentro do próprio governo. A construção foi atribuída a uma política de Assad de projetar um senso de normalidade no meio de uma guerra civil. O regime tinha iniciado, no começo da guerra, uma política de dar preferência de empregos governamentais a famílias de soldados mortos em ação, mas essa ação foi cancelada, o que causou protestos. Manifestações contra corrupção teriam acontecido em várias cidades. Em dezembro de 2014, a União Europeia baniu a venda de combustíveis de aviação para o governo Assad, forçando o regime a buscar alternativas mais caras.

### Abuso de direitos humanos
A imprensa na Síria sob o regime Assad era fortemente controlada pelo Estado. Websites como a Wikipédia em árabe, YouTube e Facebook foram intermitentemente bloqueados entre 2008 e 2011.
Grupos de direitos humanos como a Human Rights Watch e a Anistia Internacional, emitiram relatórios detalhados sobre como a polícia secreta de Assad supostamente torturava, aprisionava e matava vários oponentes políticos e aqueles que falavam contra o regime. Assad, numa entrevista para a ABC News em 2007, afirmou: "Nós não temos presos políticos". Contudo, o The New York Times reportou que dos mais de 30 dissidentes políticos sírios, que organizaram um grupo de oposição em 2007, ao menos 3 dos cabeças foram presos pelo regime. O premiado jornalista William R. Polk afirmou que a Síria sob o Partido Baath era uma "tirania" e o povo "vivia com medo" e que Assad, assim como seu pai, utiliza de eleições fraudulentas e controladas para dar uma aparência de legitimidade, embora mantenha a sociedade civil sob pressão. Já James Denselow, do jornal britânico The Guardian, afirmou, logo no começo da guerra civil, que Assad não poderia realizar reformas nem se quisesse, o descrevendo como "o ditador que não pode ditar", argumentando que os grupos que formam a base de sustentação do regime não aceitariam isso. No livro Syria at Bay, por Carsten Wieland, afirmou ainda que uma fonte jornalistica síria anônima descreveu Assad como alguém que "faz sua opinião baseado na última pessoa com quem falou", enquanto sua irmã, Bushra, referiu ao irmão como "estúpido e nervoso".
Entre 2011 e 2013, no começo da guerra civil, acredita-se que o aparato de segurança do Estado tenha torturado e matado mais de 10 000 ativistas civis, dissidentes políticos, jornalistas, voluntários da defesa civil e acusados de traição e terrorismo, como parte de uma campanha de repressão mortal ordenada por Assad. Em junho de 2023, a Assembleia Geral da ONU votou a favor do estabelecimento de um órgão independente para investigar o paradeiro de centenas de milhares de civis desaparecidos que foram desaparecidos à força, mortos ou definhando nas masmorras e câmaras de tortura do regime de Assad. A votação foi condenada pela Rússia, Coreia do Norte e Irã.

### Alegados crimes de guerra

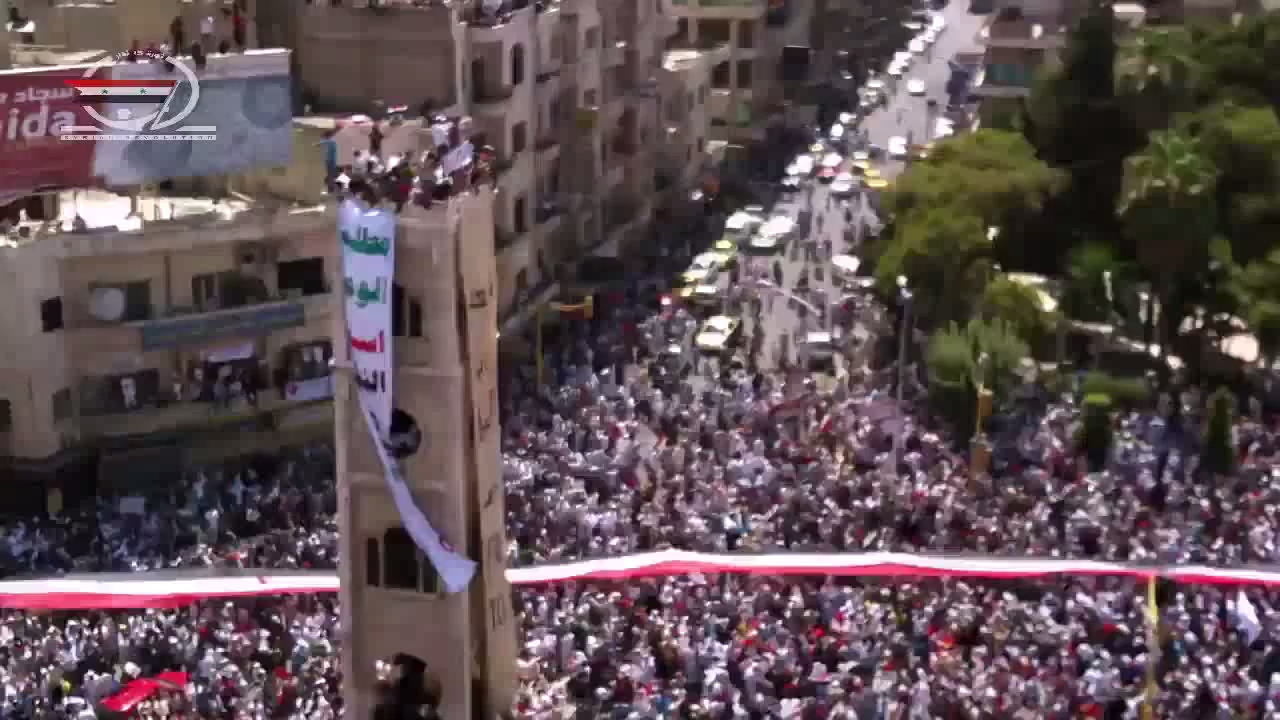
Manifestações antigoverno em Hama. Nas bandeiras, esta escrito "Ash-shab yurid isqat an-nizam" ("O povo quer derrubar o regime"). Assad costumeiramente respondia com violência as manifestações de opositores.

O FBI (a polícia federal dos Estados Unidos) afirmava que ao menos dez cidadãos europeus foram torturados por agentes do governo sírio durante a guerra, potencialmente abrindo caminho para que Assad fosse julgado por uma corte europeia por crimes de guerras. Stephen Rapp, o oficial responsável por questões de crimes de guerra do Departamento de Estado dos Estados Unidos, afirmou que os crimes cometidos por Assad eram os piores vistos desde os dias da Alemanha Nazista. Em março de 2015, Rapp voltou a condenar o governo Assad, dizendo que o caso contra ele era "melhor" que aqueles contra Slobodan Milošević da Sérvia ou Charles Taylor da Libéria, ambos notórios criminosos de guerra condenados em tribunais internacionais.
Em fevereiro de 2015, em uma entrevista para a BBC, Assad descreveu as acusações de que a força áerea síria utilizava bombas de barril como "infantil", afirmando que suas tropas não usariam tal tipo de armamento mas fez piada afirmando que eles também não usariam "panelas de cozinhar". O editor para Oriente Médio da BBC, que conduziu a entrevista, Jeremy Bowen, descreveu a afirmação de Assad como "evidentemente não verdadeira". A utilização de bombas de barril pelas forças de Bashar al-Assad era bem documentada, assim como seu uso indiscriminado em áreas civis, causando muitas mortes.
Em fevereiro de 2016, o chefe da Comissão de Inquérito das Nações Unidas para a Síria, Paulo Pinheiro, falou com repórteres: "A grande quantidade de mortos e detidos sugere que o governo sírio era responsável por tais atos que beiram o extermínio e que constituiria crime contra a humanidade." A comissão da ONU reportou "abusos inimagináveis", incluindo de mulheres e crianças de idade de até sete anos perecendo nas mãos de autoridades do governo. O relatório ainda afirma: "Há uma base razoável para acreditar que altos oficiais do regime — incluindo das forças armadas e dos diretórios — comandam os edifícios onde as torturas acontecem, as autoridades policiais e os superiores civis, sabiam da vastidão das mortes nas detenções ... mas não fizeram nada para deter os abusos, ou apurar os responsáveis".
Em abril de 2017, houve um ataque com gás sarin em Khan Sheikhoun que matou mais de 80 pessoas. O presidente dos Estados Unidos, Donald Trump, ordenou, em retaliação, o lançamento de 59 mísseis de cruzeiro BGM-109 Tomahawk contra uma base da força aérea síria em Shayrat. Sete meses mais tarde, um relatório das Nações Unidas e inspetores de armas químicas afirmaram ter encontrado evidências de que o regime Assad foi mesmo o responsável, violando a lei internacional.
Em abril de 2018, cerca de 85 pessoas teriam morrido em um suposto ataque químico na cidade de Douma. Os Estados Unidos e seus aliados ocidentais imediatamente acusaram Assad de ter sido o responsável e por isso ter violado a lei internacional. Americanos, franceses e britânicos reagiram lançando outra campanha de bombardeios aeronavais contra alvos do regime em Damasco e Homs. Os governos da Síria e da Rússia negaram o envolvimento do regime no ocorrido.
Em junho de 2018, o procurador-chefe da Alemanha emitiu uma ordem de prisão internacional para um dos principais oficiais militares de Assad, Jamil Hassan, que servia como chefe do Diretório de Inteligência da Força Aérea Síria. Esta organização governamental era uma das mais notórias em assuntos de violação de direitos humanos e acredita-se que milhares de pessoas foram mortas ou torturadas por agentes do regime por lá. O governo alemão afirmou que Hassan era o responsável pelos locais onde os abusos aconteciam e tinha conhecimento das atrocidades. Esta foi um dos mais notórios casos de um oficial do alto escalão do governo Assad a ser implicado diretamente em crimes de guerra por um tribunal.

### Apoio interno e oposição
A oposição síria sempre foi fragmentada e teve dificuldades em se articular. Os líderes seculares e que desejavam uma "mudança democrática" optavam ou foram forçados ao exílio. Os movimentos anti-Assad recebiam apoio dos Estados Unidos, da Europa e de potências do Oriente Médio (como a Arábia Saudita). Internamente, a oposição era dividida entre facções de secularistas, moderados e fundamentalistas islâmicos. Dentro do Parlamento Sírio, não há partidos de oposição ao regime, mas existem grupos de parlamentares que afirmam ser independentes, embora tais políticos tenham que ser "sancionados" pelo governo.
Durante a guerra civil, a população drusa permaneceu majoritariamente neutra, tentando ficar de fora do conflito, enquanto era citado que boa parte destes apoiavam o governo Assad. Esse apoio foi abalado em fevereiro de 2015 quando o influente Xeique Wahid al-Balous foi assassinado. Isso levou a uma série de protestos em regiões drusas, que deixou ao menos seis policiais mortos.
Foi reportado que durante boa parte da guerra civil síria a maioria das minorias religiosas, como os alauitas e os cristãos, favoreciam o regime Assad devido o seu secularismo e o medo diante dos radicais islâmicos. Contudo, o apoio entre os cristãos assírios era pequeno pois estes acreditavam que o governo os utilizava como "marionetes" e negava sua distinta etnia, como não árabes. A comunidade síria alauita foi descrita como a principal base de apoio ao regime da Família Assad e domina o governo (incluindo postos nos gabinetes de segurança), mas este apoio não seria unanime.
Em 2014, o Conselho Militar Siríaco, uma das maiores organizações cristãs da Síria, formou uma aliança com o Exército Livre Sírio para se opor a al-Assad, se juntando a outras milícias cristãs, como o Sutoro, em oposição ao governo.
Em maio de 2021, com a guerra civil aparentando que se movia a seu favor, o governo sírio convocou eleições gerais e Bashar al-Assad foi reeleito para um quarto mandato com 95% dos votos. Boa parte da comunidade internacional e a oposição síria condenaram a eleição como não sendo livre e não reconheceram seu resultado.

### Relações exteriores

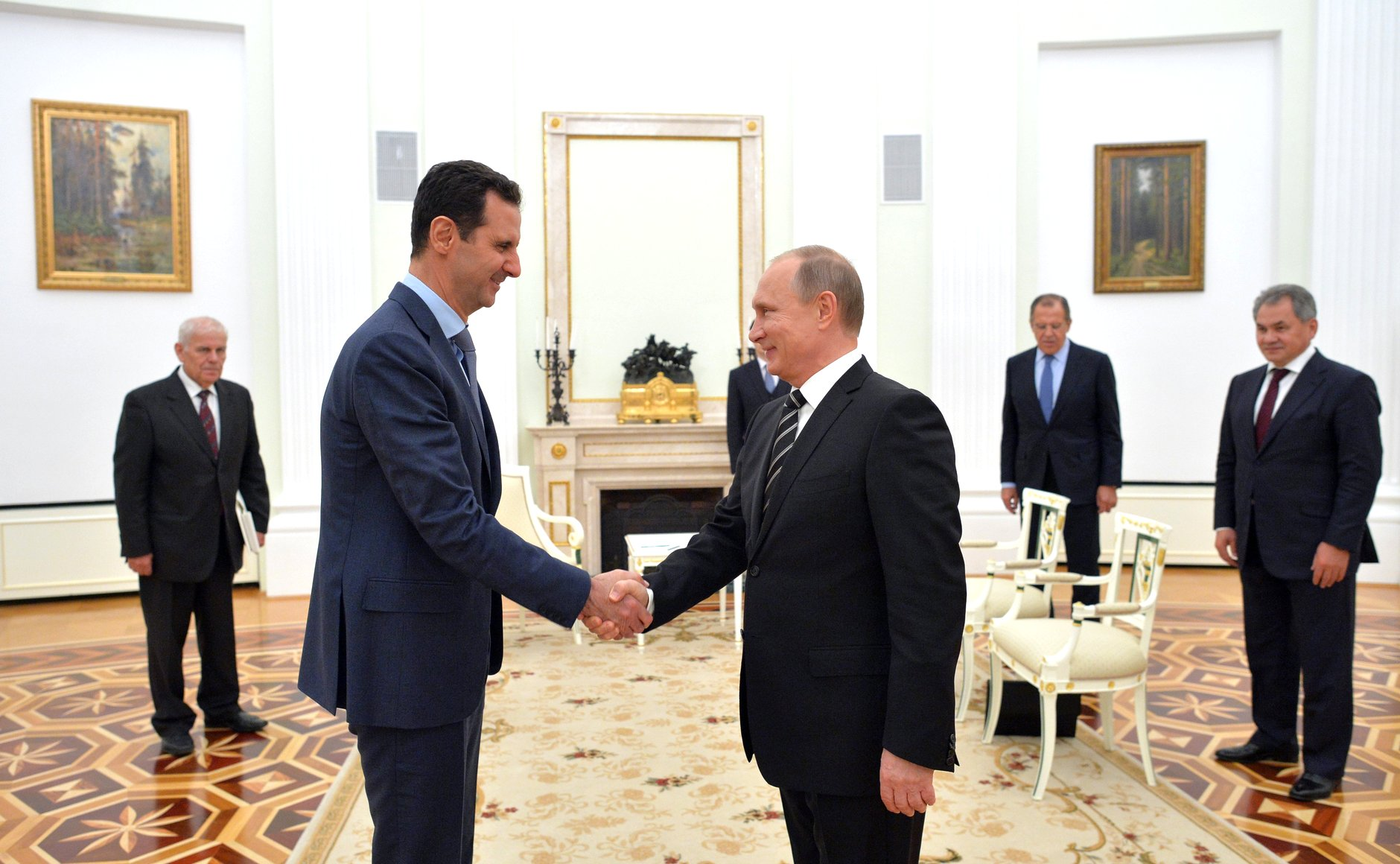
Assad se encontrando com o Presidente russo Vladimir Putin, em outubro de 2015. A Rússia foi o maior aliado do regime Assad, junto com o Irã.

Bashar al-Assad mantinha relações com a França desde sua primeira visita oficial ao exterior, quando encontrou-se com o primeiro-ministro francês à época, Jacques Chirac.
Os Estados Unidos, a União Europeia, Israel e França acusam Al-Assad de apoiar grupos militantes contra Israel e grupos políticos opositores ao seu governo, exceto o Hezbollah e Hamas. De acordo com o Instituto de Pesquisas do Oriente Médio, Assad afirmou que os Estados Unidos poderia beneficiar-se da experiência síria no combate à Irmandade Islâmica.
A despeito das tensas relações com Israel, Assad buscou a retomada de negociações de paz para a devolução das Colinas de Golã, ocupadas por Israel desde 1967.

### Guerra do Iraque

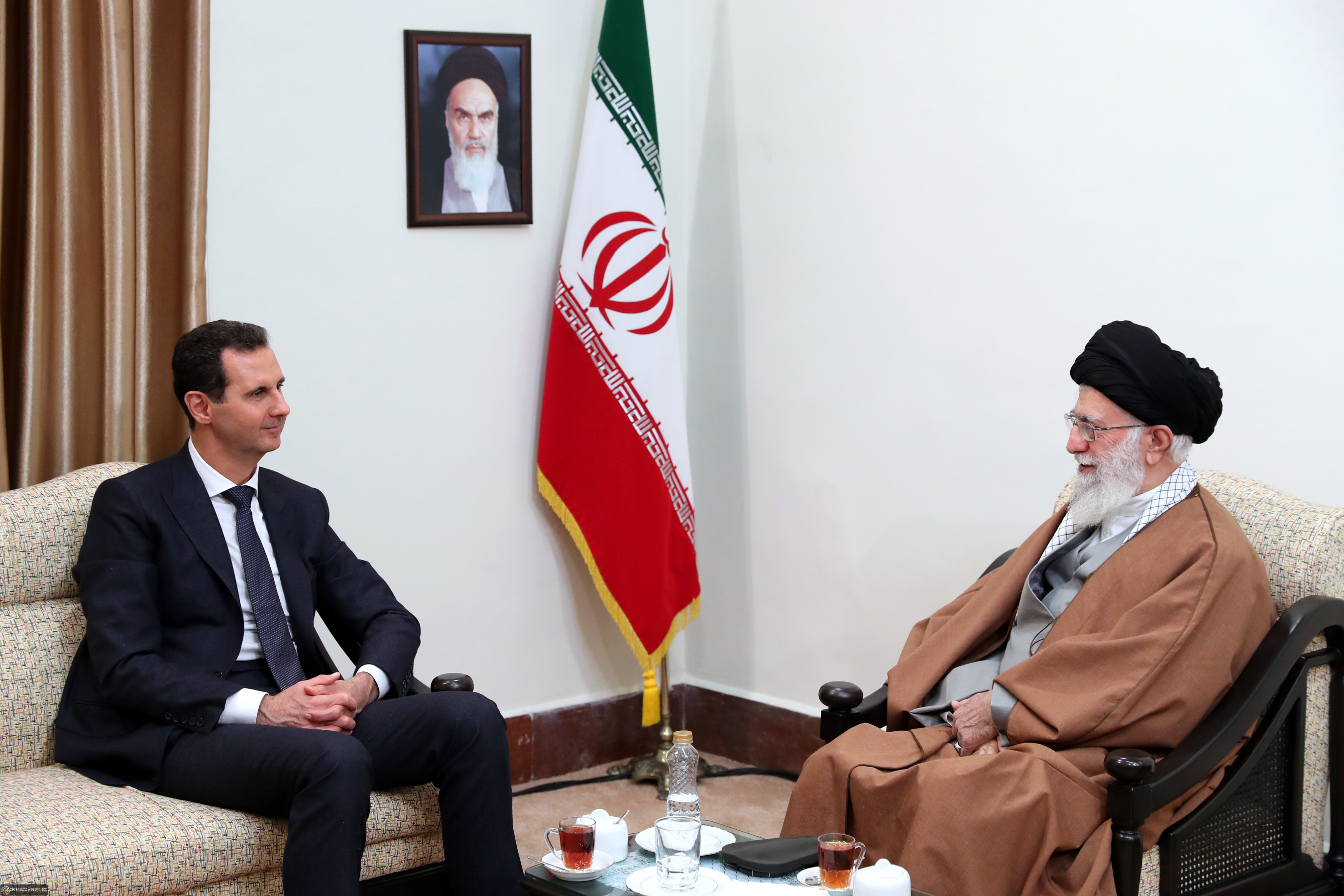
Bashar al-Assad se encontra com o líder supremo do Irã, Ali Khamenei, em 25 de fevereiro de 2019.

Assad foi um dos principais opositores da Invasão ao Iraque em 2003 apesar da histórica animosidade entre os dois países. Neste período, o líder sírio fez uso de seu assento no Conselho de Segurança das Nações Unidas votando contra a resolução encabeçada pelos Estados Unidos.
De acordo com o veterano da inteligência norte-americana Malcolm Nance, o governo sírio havia desenvolvido profundas relações com Izzat Ibrahim al-Douri, um dos líderes do Conselho do Comando Revolucionário. Apesar das divergências históricas entre as duas facções do Baathismo, al-Douri teria aconselhado Hussein a abrir seus dutos petrolíferos para a Síria, construindo uma relação financeira com a Família Assad. Após a Invasão do Iraque, al-Douri organizou o Comando Nacional de Resistência Islâmica que coordenava as maiores operações contra as forças armadas estadunidenses. Em 2009, David Petraeus, que liderava o Comando Central dos Estados Unidos, informou que al-Douri estaria vivendo na Síria.
George W. Casey, Jr., comandante da coalizão militar no Iraque, acusou Assad de prover armamentos e treinamento aos insurgentes contra as forças armadas estadunidenses. Líderes iraquianos, como o secretário nacional de defesa Mowaffak al-Rubaie e o antigo Primeiro-ministro Nouri al-Maliki acusaram Assad de apoiar os militantes iraquianos.

### Egito
No auge da Primavera Árabe, a imprensa estatal síria divulgou negativamente a imagem do presidente egípcio Hosni Mubarak, destacando-o como aliado dos Estados Unidos. Em entrevista ao The Wall Street Journal, Assad afirmou-se "anti-Israel" e "anti-Ocidente" e que por conta destas posições ele não correria risco de ser deposto pelo povo.

### Estados Unidos
Em 2009, Assad reuniu-se com cientistas e líderes políticos norte-americanos durante um evento diplomático e expressou seu interesse em construir centros e pesquisa visando utilizar ciência e tecnologia ao crescimento econômico.
Em 2017, em resposta à Ordem Executiva 13769, que determinou a suspensão de refugiados sírios, Assad não discordou da medida, afirmando que "é contra terroristas que se infiltrariam entre os imigrantes no Ocidente... Acredito que o objetivo de Trump seja evitar estas pessoas de chegar lá... Não é uma medida contra o povo sírio".

## Honras e condecorações

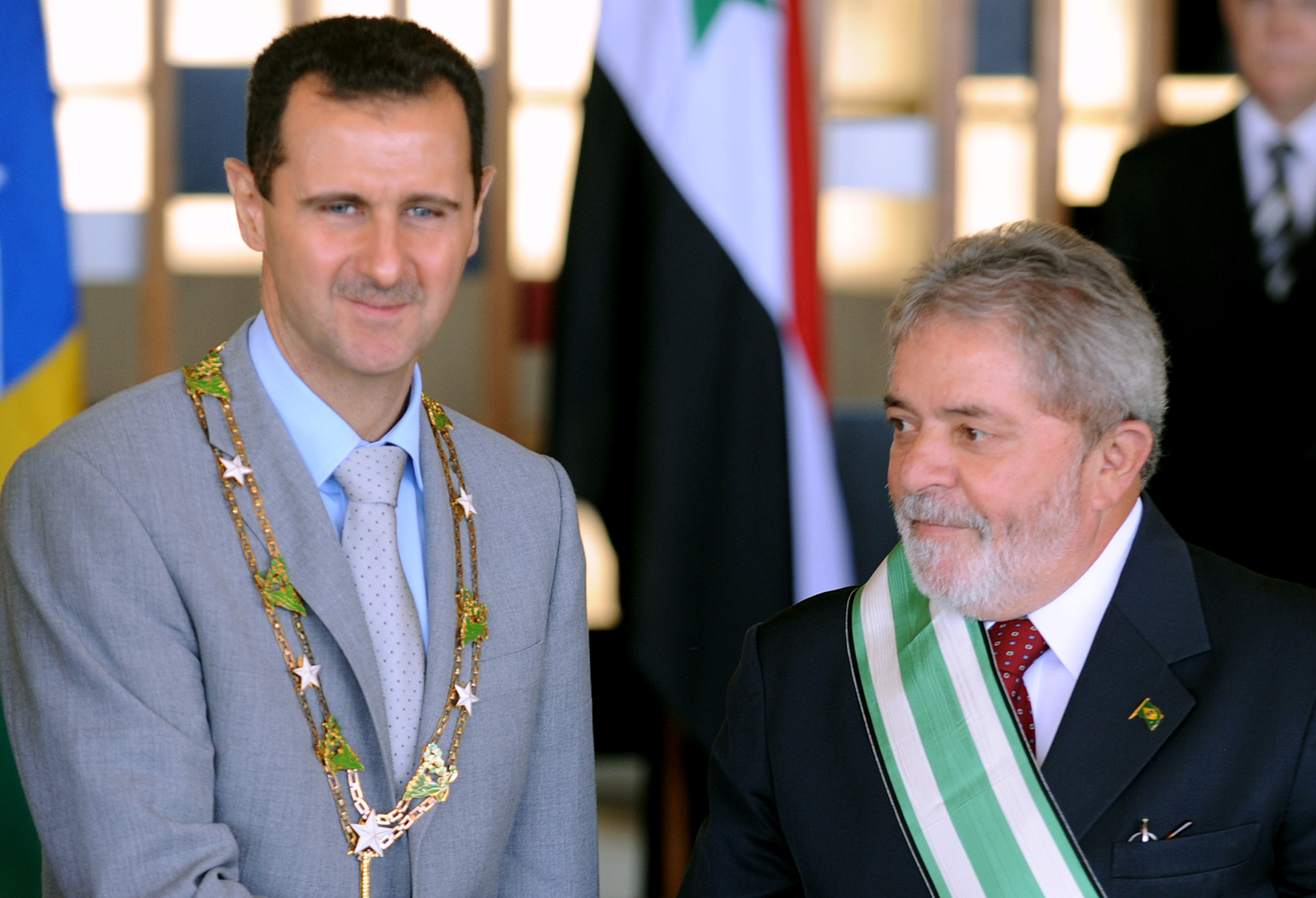
Assad sendo condecorado com a Ordem do Cruzeiro do Sul por Lula da Silva, em junho de 2010.

- Cavaleiro da Ordem do Príncipe Yaroslav (2002)
- Cavaleiro Grã-Cruz da Real Ordem Francisco I (2004)
- Cavaleiro da Ordem da Rosa Branca (2009)
- Cavaleiro Grã-Cruz da Ordem do Mérito da República Italiana (2010)
- Colar da Ordem do Libertador (2010)[110]
- Grande Colar da Ordem Nacional do Cruzeiro do Sul (2010)[111][112]